# Bresiljorna
Bresiljorna är en sjö i Bollnäs kommun och Ockelbo kommun i Gästrikland och ingår i Testeboåns huvudavrinningsområde. Sjön har en area på 1,57 kvadratkilometer och ligger 243 meter över havet. Sjön avvattnas av vattendraget Testeboån (Grannäsån). Vid provfiske har bland annat abborre, gädda, lake och löja fångats i sjön.

## Delavrinningsområde
Bresiljorna ingår i det delavrinningsområde (676870-152859) som SMHI kallar för Utloppet av Bresiljorna. Medelhöjden är 286 meter över havet och ytan är 17,44 kvadratkilometer. Räknas de 52 avrinningsområdena uppströms in blir den ackumulerade arean 259,38 kvadratkilometer. Avrinningsområdets utflöde Testeboån (Grannäsån) mynnar i havet. Avrinningsområdet består mestadels av skog (83 procent). Avrinningsområdet har 1,71 kvadratkilometer vattenytor vilket ger det en sjöprocent på 9,8 procent.

## Fisk
Vid provfiske har följande fisk fångats i sjön:
- Abborre
- Gädda
- Lake
- Löja
- Mört